# Уиски
Уискито (на английски: whisky or whiskey) е вид силно спиртно (алкохолно) питие, което се получава от пшеница, ръж или ечемик. Понякога към уискито се причислява и бърбънът, който се вари от царевица.

## Речник на термините
„Whisky“ е английско изопачаване на древното наименование на тази спиртна напитка, която на келтски език (използван в Шотландия и Ирландия) се наричала „uisge beatha“ или „usquebaugh“ – означава „вода на живота“ (на латински: Aqua vitae). На англичаните това звучало като „uishgi“, докато накрая думата станала „whisky“.
„Scotch“ означава, че уискито е дестилирано и отлежало в Шотландия (Scotland) и е запазена марка в целия свят. Само шотландското уиски може да има на етикета си думата „scotch“.
„Irish“ етикетът означава, че уискито е дестилирано и отлежало в Ирландия (Ireland).
Думите „Malt Whisky“ показват, че материалът за производството е само ечемичен малц. Така се произвежда превъзходно уиски, смятано от специалистите за по-добро от обикновеното зърнено уиски, което е съставна част от „Blend Whisky“. Въпреки това има някои много качествени видове зърнено уиски.
Американското чисто уиски тип „Straight Bourbon“ се произвежда от малцова каша с поне 51% съдържание на царевица (обикновено около 70%), както е според американското законодателство. Останалите количества в производствената каша се допълват от пшеница и/или ръж и ечемичена смес.
„Бърбънът“ се произвежда от 51% царевична каша, чистото ръжено уиски се произвежда от 51% ръжена каша. Наименованието Bourbon произлиза от името на областта Бърбън Каунти, щата Кентъки. Американските уискита отлежават в нови бъчви от бял американски дъб, които се опушват преди употреба. Отлежаването обикновено трае 2 години, което не е законовото изискване за отлежаване на обикновения бърбън, но е минимален срок на отлежаване на стрейт-бърбъна според американските закони. На практика обаче бърбънът отлежава не по-малко от 4 години. Познато е и наименованието „Sour Mash“, с което се обозначава американското уиски със солен или леко кисел привкус (в превод „Кисела малцова каша“). В същност това идва от използването на киселина в контролирането на процеса на създаване на уиски. Тя контролира развитието на бактерии, които могат да увредят питието. Освен това се постига подобряване на консистенцията и качеството на напитката.
„Mash“ е кашата от гореща вода и зърно – изходна суровина за уискито. Същността на процеса Sour Mash е добавянето към новодобитата зърнена каша, която веднъж вече е влизала в производство на уиски, отделена от напитката след нейното ферментиране. От тази каша произлиза и киселината.
„Malt“ всъщност е покълнал във вода ечемик, който след това се изсушава на пещ. Малцовият процес превръща скорбялата в зърната в разтвор, съдържащ захарна малтоза, и така прави ферментирането възможно. Изсушаването на малца в пещта спира растежа на ечемичените кълнове, а торфът, използван за гориво на пещта, придава аромат на опушено на малца.
„Grain Whisky“ за разлика от малцовото уиски е проезведено от ечемичени, житни или царевични непокълнали зърна. В Шотландия има само 8 производителя на зърнено уиски.
Надписът „Single Malt“ показва, че уискито е направено само от една спиртна фабрика и по никакъв начин не е смесвано с други продукти. Все пак трябва да се отбележи, че по всяка вероятност това уиски съдържа няколко партиди в период 2 – 3 години (има и изключения). В Шотландия има малко под 100 фабрики за малцово уиски, повечето от които са съсредоточени в долината Spey в Североизточна Шотландия. Друга част от тях са на северния остров Islay, а трета е групирана около Campbeltown.
„Vatted Malt“ е смес от „single malts“. Така се произвежда продукт, по-плътна смес, и може да се „настрои“ по начин, подчертаващ определен вкус. Такова уиски може да бъде по-малко търсено и да формира удобно представяне на богатия и различен свят на истинското single malts. Почитателите на малцовото уиски обаче ще спорят, че точно това смесване придава на малца неговото обаяние.
„Blended Scotch“ е уискито с този етикет съдържа смесено в различни пропорции малцово и зърнено уиски, обикновено в съотношение 40:60. Добре смесеното уиски съдържа и над 40% малц, докато по-евтините марки се задоволяват с около 30%.
„Възрастта“ на уискито се дава въз основа на най-младия компонент. Отлежаването на уискито спира при неговото бутилиране. 12-годишно уиски, бутилирано преди 10 години си остава 12-годишно, а не става 22-годишно. На етикета или бутилката трябва да пише както колко годишно е уискито, така и през коя година е бутилирано.
„Proof“ или „проба“ в миналото е означавало „добре изпитана рецепта за качество или сила“. В миналото английският флот запасявал корабите с големи количества ром, предназначен за моряците. Пробата дали ромът ставал за пиене била следната: черен барут се заливал с ром и ако ромът е качествен, барутът трябвало да може да се запали, докато е мокър. В Англия 100 „proof“ означава около 57% алкохолно съдържание на обема или около 50% алкохол на тегло при 10 °C. Следва изобретяването на спиртомера – плаващ инструмент, използван за измерване плътността на течности – в случая в спиртните напитки се измерва съотношението алкохол/вода. Разграфяването обаче е различно – 100 „proof“ в Англия съответства на около 114 в САЩ, а 100 „proof“ в САЩ е еквивалентно на около 88 „proof“ в Англия. Ако се измерва по тази скала, алкохолът в уискито в Англия може да достигне 175 „proof“.
„Cask Strength“ е прясно дестилирано малцово уиски, обикновено със съдържание на алкохол над 65° и отлежаващо в бурета. След отлежаване се смесва с вода и процентното съдържание намалява до около 40°. Отдавна съществува мнението, че вкусът на уискито е по-добър, ако бъде бутилирано чисто и при употребата му потребителят сам го смеси с необходимото количество вода. Макар че това твърдение никога не е доказано логически, нито е научно обяснено, в днешно време е довело до появата на „Cask Strength“ малцово уиски, т.е. някои компании бутилират уискито при 57 – 63% (100 – 110 „proof“) алкохолно съдържание. Толкова силно чисто уиски може да се консумира много внимателно, макар че повечето потребители все пак го разреждат с няколко капки вода.

## История
Подобно на всеки висококачествен алкохолен продукт уискито има своята култура и своите големи имена. Историците са съгласни, че произвеждането на уиски е започнало в Ирландия. Първото писмено сведение датира от 1172 г. Няма точни данни кога е пренесено в Шотландия – първият писмен източник сочи 1494. До 1950 година всичките производители на малцово уиски са осъществявали целия процес на производство във фабриките си. В днешно време първият цикъл – производството на малца, се извършва предимно от външни компании.

## Страни производители
Трите основни (макар не и единствени) страни, в които се дестилира уиски, са Ирландия, Шотландия и САЩ.
Ирландия, която е най-старата страна производител, създава напитки с аромат на плодове и подправки.
В четирите области на Шотландия, където се прави уиски (Хайландс, Лоуландс, Камбълтаун и Айлей) през 1899 г. е имало 148 дестилаторни. Днес от тях са останали 86. Различните видове скоч, които се произвеждат в тях, предлагат много богата и разнообразна палитра от аромати. Там се прави прочутото торфено уиски, чийто особен вкус се постига, като покълналият във водата ечемик се изсушава на запален торф. Този малц, типичен по-специално за малкия остров Айлей, излъчва ухания на йод, на гора или на пушек.
Характерни за бърбъните (американското уиски) са ваниловите, захарните или ликьорените аромати, докато цветът им е по-наситено кафеникавозлатист.
Уиски се прави и в Канада, Япония, както и в доста други страни. Познати са истории за тенденциите при индийското уиски да оставя на легло за няколко дни неопитните консуматори. А що се отнася до някои марки японско уиски, те определено могат да си съперничат с най-добрите скочове.
Нито едно уиски не си прилича с друго. Дори когато са от една и съща дестилаторна, те се различават в зависимост от бъчвите, в които отлежават. Днес съществуват повече от двеста различни марки и повечето от тях продават своето уиски, повече или по-малко отлежало и с различно алкохолно съдържание. Правенето на разлика между етикетите, единичния малц и бленда не е толкова сложно. Общо взето, предвид се вземат два аспекта: съставът и винаги един и същ (вода, ечемик, мая), а самият продукт е резултат от смесването на десетки дестилати, различаващи се по произход и възраст. Днес на особена почит е единичният малц (single malt), затова през 60-те години никой не подозирал за съществуването му. Обстоятелството, че то е произведено от 100% малцов ечемик и произхожда от една дестилаторна, е залог за качество за ценителите. Най-младото уиски, което участва в композицията, определя възрастта на сингъл малца. Повечето дестилаторни в света произвеждат единичен малц.
Блендовете (blend) обикновено са купажи от single malt и single grain (зърнено уиски, при което ечемичената каша не се е превърнала в малц), като вторият се използва основно за свързване. По-леки, по-малко скъпи и по-малко сложни за производство, те са се наложили на пазара от години. Най-известните носят имената на своите създатели, напр. „Chivas“. Колкото по-висок е процентът на единичния малц, толкова по-добър е блендът. За „най-долнопробно“ се смята уискито, на чийто етикет пише standard blend. При това с надпис plemium blend качеството е с една идея по-високо.
Надписът single malt означава, че това уиски е произведено само в една дестилаторна и няма примеси. Любителите обаче най-вече ценят питието, което е в състояние да ги изненада. В някои дестилаторни малцът отлежава в бъчви от херес (вино от областта Херес, Испания). Други, с цел да задоволят безграничното любопитство на познавачите, наливат своя единичен малц само в една бъчва, от която пълнят бутилките: това е т. нар. single casks malt. И накрая, все повече се цени whisky unchill filtered (уиски, което не е студено филтрирано): този нектар може наистина да е леко мътен на вид, но затова е изключително ароматен.
Що се отнася до американското уиски, зърнената му основа трябва да съставлява поне 51% от сместа. Такива са повече от прочутите бърбъни (поне 51% царевица), както и уискитата от Тенеси.

## Производство

### Суровини
Основните суровини са зърната на следните растения: царевица, ръж, пшеница и ечемик, които могат да бъдат или да не бъдат малцовани.

### Технология
Сезонът за дестилация на уиски в миналото започвал веднага след събиране на ечемичената реколта и продължава почти до края на април. Дори и в днешно време много от фабриките затварят през август, когато настъпва „мъртвият сезон“.
Зърната на ечемика се накисват във вода за 48 – 72 часа, през което време те поемат достатъчно количество влага за да покълнат. След накисването ечемикът се разстила на тънък слой върху пода. При този процес се отделя топлина и трябва да се внимава постоянната температура в помещенията да не бъде над 15 – 16 °C. Покълването става за около 5 – 10 дни, като ечемикът се разбърква ежедневно и се пръска с киселинен разтвор за предотвратяване развитието на плесени. Чрез процеса на покълването се извършват някои химически процеси и настъпват промени, в резултат на които се развива ензимът амилаза, който впоследствие превръща нишестето от зърната в прости захари. След това кълновете се поставят върху метална мрежа в пещ. Под тях гори огън, в който се поставя торф. Именно той придава специфичния вкус на малцовото уиски.
Малцът се суши и пече на торфения пушек при 60° около 2 дни, когато става готов за следващата фаза – „dressing“. В нея малцът се пречиства от някои долнокачествени отпадъци (отстраняват се коренчетата) и след това се стрива и става на едро смляно зърно, познато под името „malt grist“. След тази подготовка с „malt grist“ се захранва голяма бъчва („mash tun“), където се смесва с топла вода с точно определена температура и съотношение към малца 4:1. Така се завършва процесът „mashing“ – превръщането на нишестето в захари и се получава разтвор, който може да ферментира. Сместа няколко пъти минава през сита, така че да се премахнат всички останали твърди примеси (които се продават на животновъдите за храна). Останалият течен разтвор се съхранява в резервоар, където се охлажда за да може да се прибавят дрождите.
Сместа заедно с маята ферментира приблизително 36 часа в друг контейнер, докато се получи чист слаб алкохол (около 10°), който в следващия етап ще бъде дестилиран. За дестилацията са нужни поне 2 медни съда с крушовидна форма „wash still“ и „spirit still“. След дестилацията в първия съд дестилатът попада в прозрачен съд от дебело стъкло, в който сместа може да се огледа и да се прецени дали е подходяща, за да се налее във втория съд или трябва да се върне още веднъж за пречистване. Ако дестилатът е готов за по-нататъшна обработка, той се излива в „spirit still“, откъдето вече излиза неотлежалото уиски и минава в друг контейнер. Тук то се преглежда от експерт на производителят и ако е в стандартите се налива в бъчви. Първата и последната част от произведения алкохол съдържат някои частици, които трябва да се премахнат и те преминават отново през целия дестилационен процес.
Бъчвите са критични за вкуса на уискито. Те придават характерния вкус, който се цени от познавачите, без обаче да вкарват вкуса на дърво. В повечето фабрики се използват бъчви от дъб. При някои фабрики се използват бъчви, в които е отлежавал американски бърбан, други ползват такива от испанско шери. Използват се дори и бъчви от английски ейл. Принципно няма бъчва, която да е съвсем същата като друга, затова и полученото уиски винаги има някакви разлики, колкото и да са минимални. При необходимост бъчвата се чисти, но това става, едва след като се установи, че излязлото от нея уиски има непривичен вкус и аромат.
Уиското трябва да отлежи минимум 3 години, като повечето производители оставят отлежаването да е между 8 и 25. Бъчвите се съхраняват при определена температура и влажност на въздуха. Една бъчва губи около 2% от съдържанието си на година (т.нар. „ангелски данък“). Капацитетът на една бъчва може да достигне 420 литра, но стандартно уискито отлежава в бъчви от 225 литра. Понякога уискито се бутилира от една-единствена бъчва и това е т.нар. „single cask“. В повечето случаи обаче уискито се смесва от няколко бъчви на приблизително едни и същи години и се оставя да отлежи още няколко месеца преди бутилирането – „single malts“.

## Любопитни факти
- Edradour е най-малката фабрика за дестилация на уиски в Шотландия – само 3 души.
- Glenfarclas е в Книгата на рекордите „Гинес“ за най-силното малцово уиски, което се бутилира официално от производителя.
- Jack Daniels е най-старата регистрирана в САЩ фабрика за уиски.
- Bushmills са най-старата лицензирана фабрика за уиски в света – лицензът им е от 1608 г.
- The Macallan Fine and Rare Collection, 1926, 60 Years Old – Най-скъпият скоч за всички времена! Цялата наличност от това уиски е вече разпродадена, но ако все пак бихте искали да го опитате, сте добре дошли в „кръчмата“ Old Hamstead Steakhouse в Atlantic City, където за „скромните“ $3300 ще ви сипят скромните 25 ml.